# Trisoxalatoželezitan draselný
Trisoxalatoželezitan draselný je komplexní sloučenina se vzorcem K3[Fe((COO)2)3], draselná sůl trisoxalatoželezitanového aniontu. Často se vyskytuje jako trihydrát, K3[Fe((COO)2)3]×3 H2O. V obou formách jde o zeleně zbarvenou krystalickou látku.
Anion se skládá z železa v oxidačním čísle III a tří bidentátních ligandů v podobě šťavelanových iontů, (COO) 2-
2 . Trojice draselných kationtů vyvažuje záporný náboj a celá molekula je tak elektricky neutrální. Roztoky této sloučeniny jsou v důsledku uvolnění trisoxalatoželezitanových iontů zelené.
Trisoxalatoželezitanový anion je za nepřístupu světla stálý, ale na světle se rozkládá;. tato vlastnost se využívá v analytické chemii v aktinometrii, a také v diazotypii.

## Příprava
Tento komplex se připravuje reakcí síranu železitého, šťavelanu barnatého a šťavelanu draselného:
Fe2(SO4)3 + 3 BaC2O4 + 3 K2C2O4 → 2 K3[Fe(C2O4)3] + 3 BaSO4
Výchozí látky se smíchají ve vodném roztoku a ponechají několik hodin v parní lázni. Šťavelanové ionty ze šťavelanu barnatého nahradí síranové ionty, které vytvoří sraženinu síranu barnatého (BaSO4), jež se odfiltruje a nakonec se vykrystalizuje požadovaný komplex.
U komplexu nebyl pozorován vliv Jahnova–Tellerova efektu, z čehož vyplývá, že je vysokospinový.
Amonná a sodno-draselná sůl jsou navzájem izomorfní, stejně je tomu u odpovídajících komplexů Al3+, Cr3+ and V3+.
Trisoxalatoželezitanový komplex vykazuje helikální chiralitu. Podle doporučení IUPAC se izomer s levostrannou osou označuje Λ (lambda) a jeho zrcadlový obraz s pravostrannou osou je Δ (delta).

## Reakce

### Fotoredukce
Trisoxalatoželezitanový anion je citlivý na světlo a elektromagnetické záření o vyšších energiích, jako je rentgenové a gama. Absorpce fotonu způsobí rozklad jednoho ze šťavelanových iontů na oxid uhličitý a redukci FeIII na FeII.

### Tepelný rozklad
Trihydrát při zahřátí na 113 °C odštěpuje tři molekuly vody.
Při 296 °C se bezvodá sůl rozkládá na trisoxalatoželeznatan draselný, šťavelan draselný a oxid uhličitý:
2 K3[Fe(C2O4)3] → 2 K2[Fe(C2O4)2] + K2C2O4 + 2 CO2
Tato reakce v minulosti sloužila jako základ některých fotografických procesů.

## Použití

### Fotometrie a aktinometrie
Fotolýzu trisoxalatoželezitanového aniontu lze využít ve fotochemii a aktinometrii. Draselná sůl je přibližně 1000krát citlivější než šťavelan uranylu, který byl používán před objevem trisoxalatoželezitanů.

### Ostatní
Když nebyly široce dostupné inkoustové a laserové tiskárny, tak byly velké nákresy běžně kopírovány pomocí kyanotypie, což je kontaktní fotografický proces, při němž vzniká bílý „negativ“ na modrém podkladu. Proces je založen na fotolýze železitého komplexu, který se mění na místech vystavených světlu na nerozpustnou železnatou sloučeninu.
Nejčastěji používaným komplexem je zde citratoželezitan amonný, lze ale použít i trisoxalatoželezitan draselný.